# Гассі Туїл
Гассі Туїл — велике нафтогазове родовище в Сахарі на Великому Східному Ергу Алжиру, у районі комуни Хассі-Мессауд. 
6 листопада 1961 року на Гассі-Туїл спалахнула пожежа, яку остаточно загасили лише 28 квітня 1962 року.
Станом на 2008 рік на Гассі-Туїл окрім газу видобувають нафту з 38 свердловин (вперше нафтові поклади були виявлені у 1961 році).
Отримана зі свердловин продукція надходить на газопереробний завод Гассі-Туїл.
Видача товарної продукції відбувається за допомогою:
— газопроводів Гассі-Туїл – Хассі-Месауд та Алрар – Хассі-Р'Мель;
— трубопроводу для зріджених вуглеводневих газів Алрар – Хассі-Р'Мель;
— конденсатопроводу Оханет – Хауд-Ель-Хамра.